# The Scriptures
The Scriptures è un album del gruppo gothic rock Christian Death, pubblicato dalle etichette discografiche Normal Records e Candlelight Records nel 1987.

## L'album
The Scriptures è il secondo album della formazione europea del gruppo capeggiata da Valor Kand, che si distingue da quella statunitense capeggiata da Rozz Williams.
L'album è stato ristampato nel 1990 e nel 1999.

## Tracce
- The Days of Yore and Nonce

1. Prelude - 1:57
2. Songs of Songs (Valor Kand) - 5:15
3. Vanity (Valor Kand) - 2:55
4. Four Horsemen (Valor Kand) - 4:48
5. 1983 (C.D.) (Jimi Hendrix) - 9:58

- The Womb of Time

1. Omega Dawn (David Glass, Valor Kand) - 3:19
2. A Ringing in Their Ears (David Glass, Valor Kand) - 1:37
3. The Golden Age (David Glass, Valor Kand) - 3:29
4. Alpha Sunset (David Glass, Valor Kand) - 2:01
5. Spilt Blood (David Glass, Valor Kand) - 0:58
6. Raw War (David Glass, Valor Kand) - 6:32
7. Reflections of the First Sesom Fo Koob (David Glass, R.Spitzer, Valor Kand) - 6:28
8. Jezebel's Tribulation (Kota, R.Spitzer, Valor Kand) - 3:08
9. Wraeththu (Valor Kand) - 2:33

## Formazione
- Valor Kand: voce, chitarra, basso, batteria, pianoforte, violino, violoncello, percussioni
- Kota: basso, pianoforte
- David Glass: batteria, percussioni, cori
- Gitane Demone: voce, organo Hammond, cori